# Lloyd Smucker
Lloyd Smucker (Lancaster, 23 gennaio 1964) è un politico statunitense, membro della Camera dei Rappresentanti per lo stato della Pennsylvania.

## Biografia
Nato nel 1964, Smucker per 25 anni è presidente della Smucker Company, una compagnia di costruzioni di proprietà della sua famiglia. Nel 2008 viene eletto al Senato della Pennsylvania, dove rimane fino al 2016. Sempre nel 2016, si candida alla Camera dei Rappresentanti per il sedicesimo distretto della Pennsylvania vincendo le elezioni generali dell'8 novembre, sconfiggendo la democratica Christina Hartman e venendo eletto deputato.